# Blickling Hall
Blickling Hall è una storica residenza situata nel villaggio inglese di Blickling, nei pressi di Aylsham, nel Norfolk (Inghilterra centro-orientale), che è stata costruita nell'aspetto attuale tra il 1617 e il 1627 nello stile tipico dell'architettura giacobiana, ma le cui origini risalgono all'XI secolo.

Per anni di proprietà della famiglia Bolena, è nota come il luogo di nascita di Anna Bolena e per le storie di fantasmi legate alla morte di quest'ultima.
L'edificio è posto sotto la tutela del National Trust.

## Ubicazione
L'edificio è situato a circa un miglio e mezzo a nord-est di Aylsham.

## Caratteristiche
L'edificio si trova all'interno di un'ampia tenuta con laghetti.
All'interno del palazzo, vi è un soffitto di 120 piedi di lunghezza.
Nel palazzo è allestito anche un museo di guerra dedicato alla RAF.

## Storia

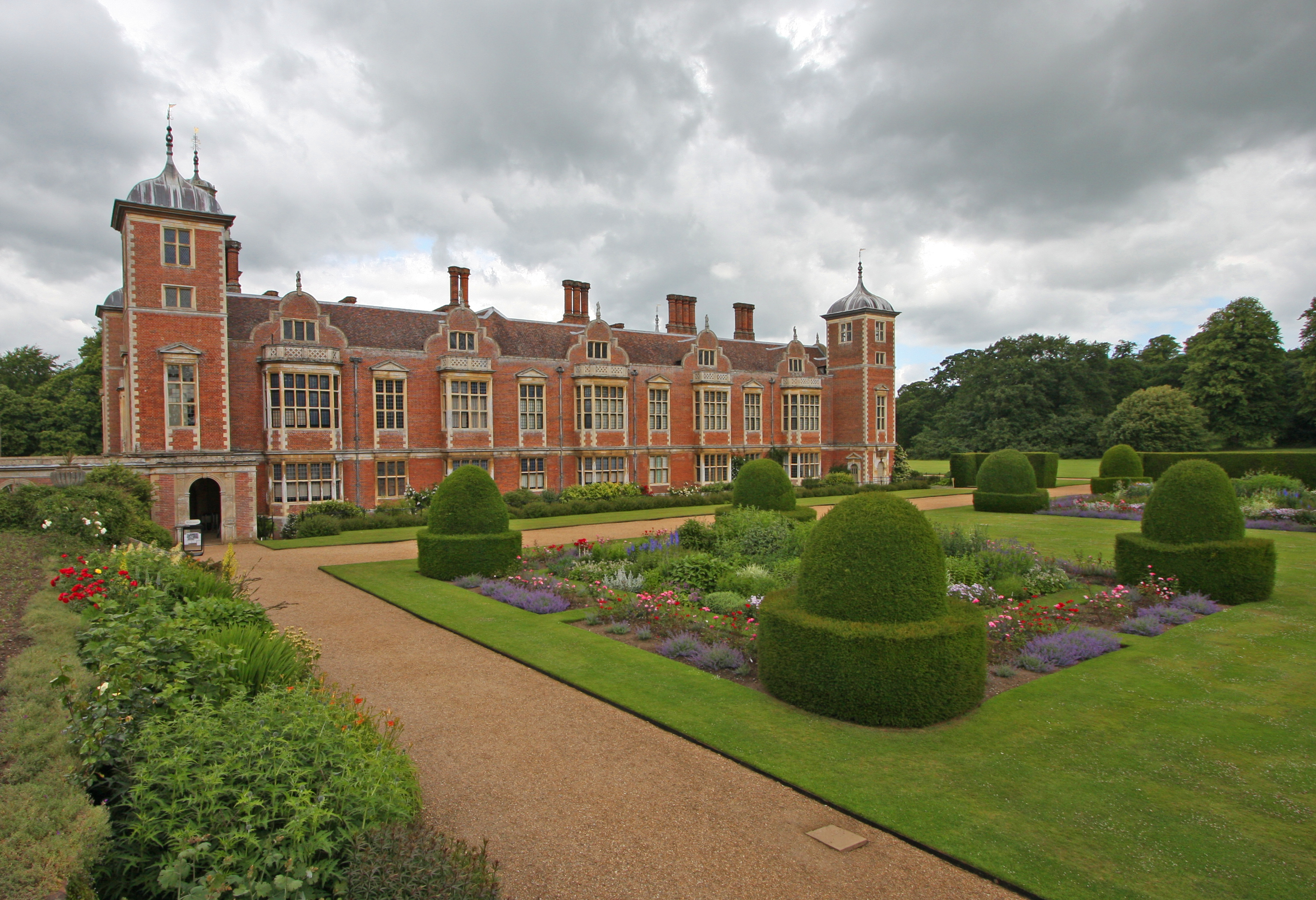
Il giardino di Blickling Hall

La storia della tenuta risale al 1057, quando fu costruito in loco un edificio in loco dal principe dei Sassoni Orientali Harold.
L'edificio fu acquistato dalla famiglia Bolena, segnatamente da John Fastolf, nel 1437.

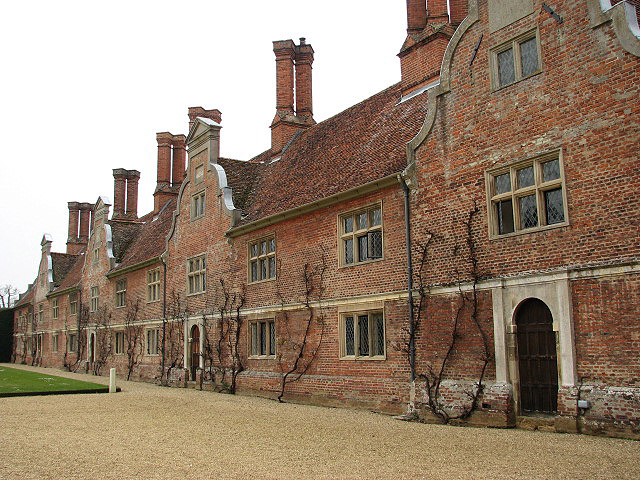
Blickling Hall: l'ala occidentale del palazzo

Tra il 1617 e il 1627, l'edificio fu ricostruito in stile giacobiano, assumendo l'aspetto attuale.

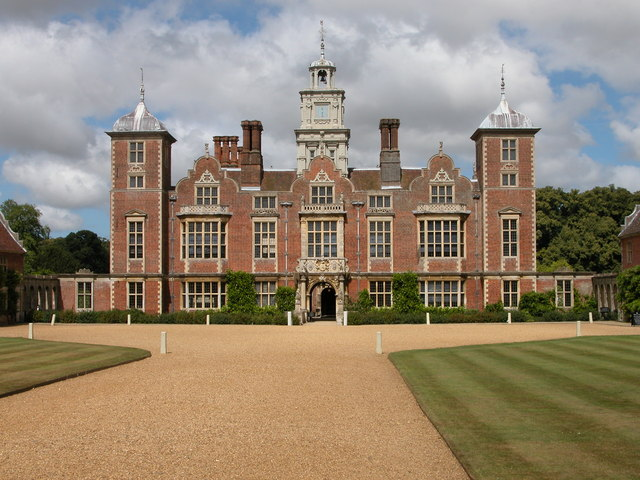
La facciata principale di Blickling Hall

Nel corso della seconda guerra mondiale, la tenuta fu requisita dal governo britannico per essere usata come base dalla RAF.

## Leggende
Secondo una leggenda, legata alla morte per decapitazione di Anna Bolena, nel giorno dell'anniversario di questo fatto, la stessa Anna Bolena con in grembo il capo mozzato giungerebbe alla residenza a bordo di una carrozza guidata da cavalli senza testa e condotta da un cocchiere, pure lui senza testa.

## Blickling Hall nel cinema e nelle fiction
- Blickling Hall è stata una delle location del film del 2005 A Cock and Bull Story[7]